# Xenographia lignataria
Xenographia lignataria là một loài bướm đêm trong họ Geometridae.